# タッカー (映画)
『タッカー』（Tucker: The Man and His Dream）は、フランシス・フォード・コッポラが監督した1988年のアメリカ映画。

## 概要
1940年代後半に実在した自動車、タッカー・トーピードおよび開発者のプレストン・トマス・タッカーの実話に基づいて描いた作品である。
トーピードは51台（原型車として製造された1台目を含む）しか完成しなかったが、愛好会の全面協力で、撮影当時に残っていた47台のほとんどが劇中に登場した。
刑事裁判で詐欺事件の被告人となったタッカーが最終弁論で陪審員席に向かって、自らの信じるアメリカの自由・正義・未来を訴え「もし大企業が斬新な発想を持った個人を潰したなら、進歩の道を閉ざしたばかりか自由という理念を破壊することになる。こういう理不尽を許せば、いつか我々は世界のナンバーワンから落ち、敗戦国から工業製品を買うことになる」という演説と、それを本気にせず笑う聴衆、という場面が印象的に描かれている（日米貿易摩擦、特に撮影された時代の1980年代に問題とされた貿易不均衡が背景にある）。
マーティン・ランドーは本作でゴールデングローブ賞を受賞した。

## あらすじ
1945年、軍需工場を経営していたプレストン・タッカーは、来るべき新時代にふさわしい、速くて美しく、しかも安全性を追求した乗用車の開発に乗り出した。家族や仲間とともに資金繰りに奔走し、紆余曲折の末にプロトタイプを完成させ、世界一の広さを誇る工場を手に入れ、計画はいよいよ軌道に乗るかに思えた。しかしビッグスリー（フォード・GM・クライスラー）の横槍・妨害により、タッカーは「ありもしない車を売ろうとした詐欺師」に仕立て上げられ、法廷に立たされる。

## 出演
| 役名                     | 俳優                     | 日本語吹替 |
| ------------------------ | ------------------------ | ---------- |
| プレストン・T・タッカー  | ジェフ・ブリッジス       | 津嘉山正種 |
| ヴェラ・タッカー         | ジョアン・アレン         | 弥永和子   |
| エイブ・キャラッツ       | マーティン・ランドー     | 吉水慶     |
| エディ・デイーン         | フレデリック・フォレスト | 千田光男   |
| ジミー・サクヤマ         | マコ岩松                 | 秋元羊介   |
| アレックス・トレムリス   | イライアス・コティーズ   | 島田敏     |
| ハワード・ヒューズ       | ディーン・ストックウェル | 小川真司   |
| ベニントン               | ディーン・グッドマン     | 大木民夫   |
| ファーガソン上院議員     | ロイド・ブリッジス       | 内田稔     |
| マリリン・リー・タッカー | ニーナ・シーマツコ       | 川村万梨阿 |
| プレストン・タッカーJr   | クリスチャン・スレーター | 成田剣     |
| カービー                 | ジェイ・O・サンダース    | 筈見純     |
| スタン                   | ドン・ノヴェロ           | 福田信昭   |
| ミリー                   | パティ・オースティン     | 磯辺万沙子 |

- 日本語吹替：日本テレビ版、初回放送1992年3月13日『金曜ロードショー』※4Kレストア版DVD、BDに収録。

## スタッフ
- 製作総指揮 - ジョージ・ルーカス
- 製作 - フレッド・ルース、フレッド・フックス
- 脚本 - アーノルド・シュルマン、デヴィッド・サイドラー
- 撮影 - ヴィットリオ・ストラーロ
- 音楽 - ジョー・ジャクソン（全編、シンフォニックジャズ、及びスウィング・ジャズで作曲・構成）
- 監督 - フランシス・F・コッポラ

## 評価
レビュー・アグリゲーターのRotten Tomatoesでは46件のレビューで支持率は83%、平均点は7.20/10となった。Metacriticでは13件のレビューを基に加重平均値が74/100となった。

## 書籍
- ロバート・タイン『タッカー』中井京子 訳、二見書房〈二見文庫 タ 2-2 ザ・ミステリ・コレクション〉、1988年9月。ISBN 4-5768-8118-3。